# Часть фильма

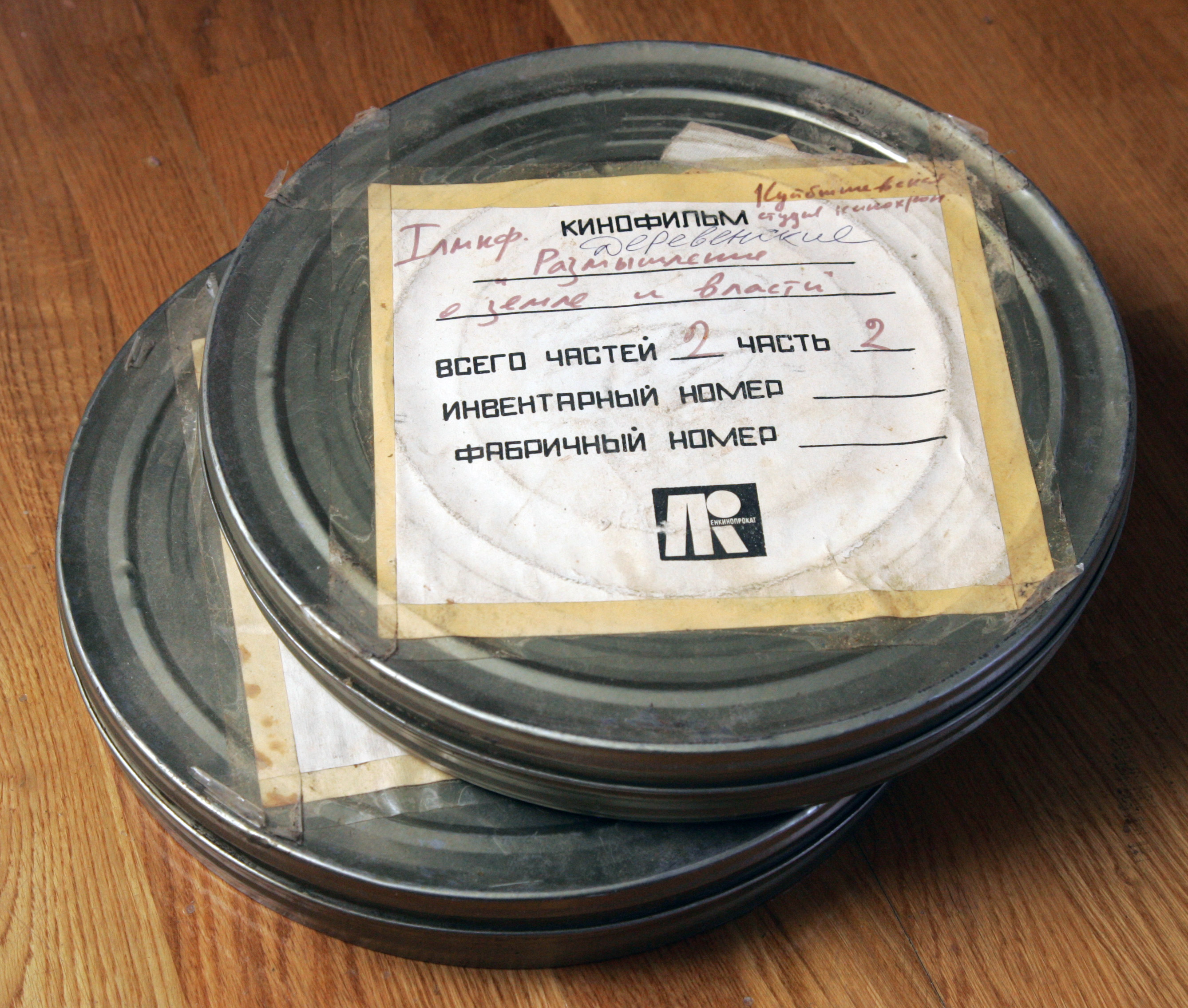
Две стандартные 300-метровые части 35-мм фильма в бюксах

Часть фи́льма — отрывок фильма, демонстрируемый без перезарядки кинопроекционного аппарата.
В разговорной речи неспециалистами словосочетание «часть фильма» используется для названия произвольного отрывка фильма.

## Стандартная часть
В СССР, как и в большинстве стран, была установлена длина одной части 35-мм фильма до 295 метров (с нижним пределом 250 метров и длиной последней части не менее 140 метров). Стандартная длина части широкоформатной фильмокопии на плёнке 70-мм достигает 350 метров, имея примерно такую же длительность на экране, как и часть 35-мм копии. В метраж части входит длина начального и конечного стандартных ракордов. Длина ракордов одной части 35-мм фильма — 4,05 м, широкоформатного — 6,9 м.
При частоте проекции звукового кино 24 кадра в секунду стандартная часть 35- и 70-мм фильма длится на экране около 10 минут, последняя часть — не менее 6 минут. Полнометражный фильм продолжительностью в 1 час состоит из 6 частей.
Разделение кинофильма на части длиной 300 метров исторически связано с тем, что до распространения современных мощных источников света, обеспечивающих длительную стабильную работу (например, ксеноновых ламп), в профессиональных кинопроекторах использовалась угольная дуга интенсивного горения — источник света, в котором электрический разряд происходит в воздухе между двумя угольными электродами. При этом электроды интенсивно обгорают, и для поддержания постоянного промежутка между ними, сдвигаются специальным червячным устройством, приводящимся в движение от лентопротяжного механизма. Полное обгорание электродов происходит в течение 15 минут, после чего требуется их замена. При частоте проекции немого кинематографа 16 кадров в секунду длительность стандартной части составляла как раз 15 минут.
Кроме того, большинство киностандартов родилось в Голливуде, активно участвовавшем в разработке новых кинотехнологий, а 300 метров примерно равны 1000 футам.
Для 16-мм передвижных киноустановок, оснащённых одним кинопроектором, фильмокопии часто выпускались склеенными в рулоны длиной 600 м. В результате полнометражный фильм мог демонстрироваться в двух частях с одним перерывом для перезарядки.
Короткометражные и учебные 16-мм фильмы чаще всего печатались в частях длиной 120 метров.

## Влияние на киноискусство
Невозможность непрерывной демонстрации фильма более 10 минут накладывает отпечаток на технологию кинопроизводства и особенности работы сценаристов. Режиссёрский сценарий любой кинокартины составляется с таким расчётом, что длительность монтажного кадра не может превышать указанного отрезка. При монтаже фильма сначала рабочий позитив, а затем оригинальный негатив склеиваются в рулоны указанной длины. Ограничения усугубляются конструкцией большинства киносъёмочных аппаратов общего назначения, предельная ёмкость кассет которых не превышает 300 метров 35-мм киноплёнки.
Само по себе такое ограничение не представляет проблемы, так как законы монтажа требуют динамичности и заставляют избегать длинных монтажных планов. Даже продолжительные актёрские диалоги, как правило, снимаются многокамерным способом с многочисленными монтажными склейками. Попытки преодолеть технологические ограничения предпринимали, главным образом, режиссёры-новаторы. Наиболее известным примером считается фильм «Верёвка» Альфреда Хичкока, снятый таким образом, что переходы между частями замаскированы фигурами актёров, заслоняющими экран во время прохода перед камерой. В результате создаётся иллюзия фильма, снятого «одним кадром».
Полностью исключить деление картины на части удалось лишь с появлением цифрового кино, благодаря отсутствию принципиальных ограничений ёмкости накопителей цифровых кинокамер. Фильм «Русский ковчег», снятый в 2001 году без остановки камеры, стал одним из первых в истории кино, не подчиняющихся техническим ограничениям. За год до этого в США на экраны вышел фильм «Тайм-код», снятый видеокамерой таким же образом.

## Непрерывность кинопоказа
Стационарные кинопроекционные установки имеют не менее двух кинопроекционных аппаратов (постов). Это даёт возможность демонстрировать фильмы без перерывов между частями: во время работы каждого следующего поста предыдущий перезаряжается следующей частью.
Однако процесс переключения между постами, в зависимости от состояния проекционной техники и точности работы киномеханика, может произойти не строго синхронно. Поэтому для того, чтобы избежать «выпадения» материала и «сглатывания» части звука, при монтаже фильма границы между частями фильма совмещают с монтажными переходами, сменами сцен и не допускают попадания сюжетно важных моментов на переход от части к части. Длина каждой части, устанавливаемая в процессе монтажа, не может превышать 300 метров для фильмов 35-мм прокатных форматов. При комплектации фильмокопий на кинокопировальной фабрике производится подбор частей, соответствующих по оптической плотности и цветопередаче, позволяющий свести к минимуму заметность переходов между частями для зрителей.
Современные кинопроекторы оснащаются ксеноновыми лампами, время работы которых не ограничено так жёстко, как у дуги. В сочетании с бесперемоточными устройствами — плэттерами — позволяющими склеивать фильм в один общий рулон, такие проекторы обеспечивают непрерывный кинопоказ без переходов между постами. Однако, транспортировка и хранение фильмокопий допускается только в отдельных частях. Поэтому, склейка в общий рулон производится непосредственно в аппаратной конкретного кинотеатра, а по окончании проката картины фильм разрезается на исходные части с обратной подклейкой удалённых ракордов.
Практика склеивания нескольких частей в большие рулоны для уменьшения количества переходов между постами проекции, приводит к постоянной потере 1—2 кадров при разрезании рулона для транспортировки. Частая переклейка частей при прокате в разных кинотеатрах приводит к тому, что теряются целые сцены, и для некоторых фильмов известно несколько разных, немного отличающихся длительностью проекции формально идентичных вариантов. А при потере оригинала фильма и восстановлении его с прокатной копии возникает версия фильма, заметно отличающаяся от исходной. Такова, в частности, судьба французской картины «Фанфан-тюльпан».
Причиной потери сцен иногда было вырезание «удачных» кадриков киномеханиками, изготавливавшими из них диапозитивы.